# Сысова (Псковская область)
Сысова — деревня в Бежаницком районе Псковской области. Входит в состав сельского поселения муниципальное образование «Полистовское».
Расположена в 3,5 км юго-западнее южного побережья озера Цевло, в 20 км к северо-востоку от райцентра Бежаницы и в 4,5 км к западу от деревни Цевло.
Численность населения деревни по данным переписи населения 2002 года составила 25 жителей.
До 3 июня 2010 года деревня входила в состав ныне упразднённой Цевельской волости.